# Ulica Ogrodowa w Warszawie

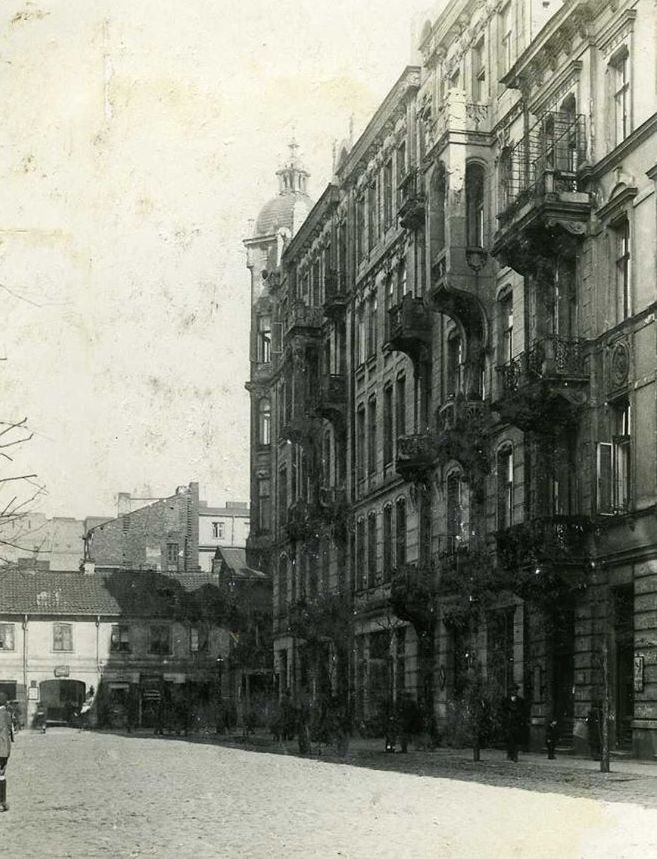
Ulica Ogrodowa przy ul. Solnej przed 1939, po prawej kamienice nr 1 i 3

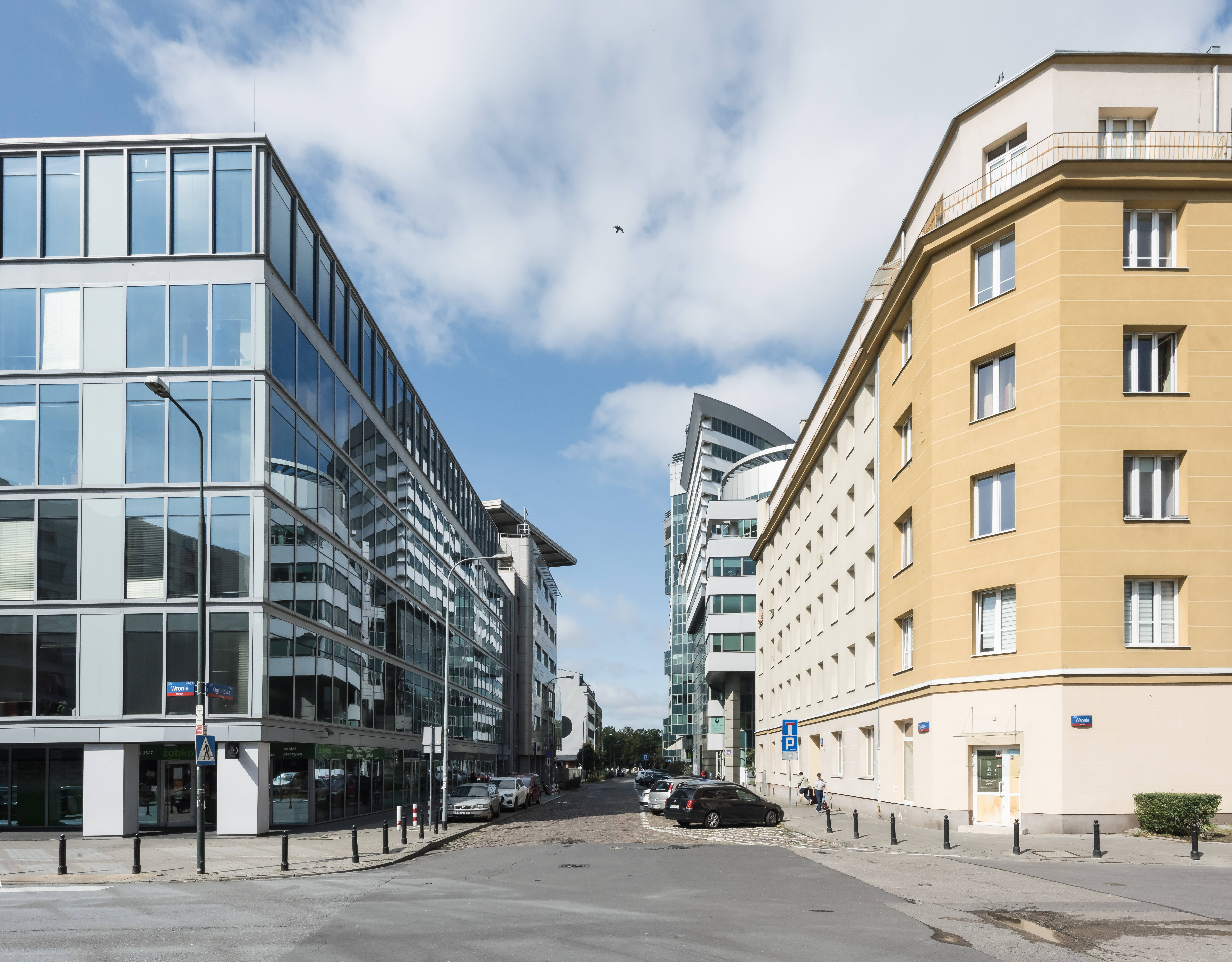
Ulica przy ulicy Wroniej, widok w kierunku zachodnim (2023)

Ulica Ogrodowa – ulica w dzielnicy Wola w  Warszawie.

## Historia
Ulica, dawna droga narolna włóki Klucznikowskiej, została wytyczona po 1765. Nadana w 1770 nazwa pochodzi od licznych tam wtedy ogrodów. Ulica zaczynała się przy ul. Solnej (współcześnie al. Jana Pawła II) i biegła na zachód, do wału miejskiego (ul. Okopowa). W 1784 przy Ogrodowej znajdowało się 57 domów i dworków drewnianych, pięć domów murowanych i dwa browary. Szybkie tempo zabudowy wynikało m.in. z bliskiego sąsiedztwa ul. Chłodnej, będącej główną arterią wylotową z miasta w kierunku zachodnim.
Pod koniec XVIII wieku ulica została wybrukowana. W 1806 na obszernej posesji na rogu ulic Ogrodowej i Białej powstała garbarnia należąca do Jana Temlera (przeniesiona w 1858 na ul. Okopową).
W 1842 w wyniku pożaru zniszczeniu uległa zabudowa 16 posesji znajdujących się przy ulicy. Na przełomie lat 50. i 60. przy Ogrodowej zaczęły powstawać pierwsze kilkupiętrowe kamienice. W 1867 przy ul. Okopowej, przy wylocie ul. Ogrodowej, powstało wielkie targowisko Kercelak. Na przełomie XIX i XX w. zlikwidowano ostatnie ogrody, którym ulica zawdzięczała nazwę. W 1896 w przebudowanej kamienicy nr 17 rozpoczął działalność prywatny zakład leczniczy Marii Szlenkierowej, dając początek działalności filantropijnej rodziny Szlenkierów. Na początku XX wieku i w okresie międzywojennym przy ulicy działało wiele małych i średnich zakładów przemysłowych różnych branż. W 1910 pod numerem 32 zbudowano kompleks fabryczno-biurowy Fabryki Chemicznej M. Leszczyński i S-ka, który w okresie międzywojennym został rozbudowany. Pod numerem 62 powstały magazyny i stajnie przedsiębiorstwa przewozowo-spedycyjnego Węgiełek i S-ka, a naprzeciwko (pod nr 65) jego właściciel wybudował zachowaną kamienicę z oficynami. Ulica była wtedy wybrukowana kamieniami polnymi; w latach 30. wyasfaltowano jej odcinek między ulicami Solną i Białą.
W latach 1935−1939 na działce między ulicami Leszno i Ogrodową wzniesiono monumentalny gmach Sądu Grodzkiego według projektu Bogdana Pniewskiego (ponieważ mieściły się tam również Sąd Okręgowy i Sąd Pracy był on nazywany zwyczajowo „gmachem sądów“).
Przed 1939 Ogrodowa należała do najgęściej zabudowanych i zaludnionych ulic w tej części miasta. Duży odsetek jej mieszkańców stanowili Żydzi, do których należała ok. połowa budynków znajdujących się przy ulicy. Jej zabudowa nie ucierpiała w czasie obrony Warszawy we wrześniu 1939.
W listopadzie 1940 ulica znalazła się, poza odcinkiem na zachód od ul. Wroniej oraz fragmentu przy gmachu sądów i ul. Białej, w obrębie utworzonego przez władze niemieckie getta. W grudniu 1941 z dzielnicy zamkniętej wyłączono odcinek Ogrodowej znajdujący się między ulicami Wronią i Żelazną. Pozostała część została w całości wyłączona z getta i włączona do „aryjskiej“ części miasta w sierpniu 1942, w trakcie wielkiej akcji deportacyjnej (wywózek Żydów do obozu zagłady w Treblince). Od wiosny 1942 do września 1942 pod nrem 17 mieściła się siedziba Żydowskiej Służby Porządkowej. Gmach sądów przez cały czas istnienia getta pełnił swoją podstawową funkcję i stanowił enklawę w dzielnicy zamkniętej, z dostępem dla Żydów od strony ul. Leszno, a dla mieszkańców „aryjskiej“ części Warszawy od strony ul. Ogrodowej, przez wyłączoną z getta jezdnię ulicy Białej.
W pierwszych dniach powstania warszawskiego na wschodnim odcinku ulicy (od ulicy Solnej do Żelaznej) zbudowano pięć barykad. W tej części miasta walczyli m.in. żołnierze z oddziału „Leśnik”, którzy zajęli gmach Sądu Grodzkiego. 7 sierpnia 1944 rejon ulicy został opanowany przez nacierających w kierunku Ogrodu Saskiego Niemców, zmuszając powstańców dowodzonych przez Gustawa Billewicza ps. „Sosna“ do wycofania się z gmachu sądów. Niemcy wymordowali wtedy część mieszkańców i podpalili budynki znajdujące się przy ulicy.
Po wojnie fragment miasta, przez który przebiegała ulica, był nazywany Dzikim Zachodem. Większość uszkodzonych XIX-wiecznych kamienic rozebrano i wyburzono relikty zabudowy przemysłowej. Przy ulicy powstały pięciopiętrowe budynki osiedla Mirów zbudowanego według projektu Tadeusza Kossaka w latach 1949–1960 między ulicami: Orlą, al. Świerczewskiego (od 1991 al. „Solidarności”), Żelazną, Chłodną i Elektoralną. Ulica na odcinku od ul. Marchlewskiego (al. Jana Pawła II) do Żelaznej została poszerzona.
Przed budynkiem nr 56 zachowano fragment oryginalnego bruku z kamieni polnych, a na dalszym, zachodnim odcinku ulicy pas bruku ujęty z obu stron kostką.
We wrześniu 2021 na ścianie domu nr 67 odsłonięto mural autorstwa Bruno Neuhamera poświęcony Janowi Lityńskiemu.

## Ważniejsze obiekty
- Gmach Sądu Grodzkiego
- Biurowiec City Gate

## Obiekty nieistniejące
- Kercelak